# 蓋基灣
蓋基灣（英語：Geikie Inlet），是南極洲的海灣，位於維多利亞地的斯科特海岸，由羅伯特·斯科特率領的英國探險隊發現，現時由南極條約體系管理。

## 外部連結
. . United States Geological Survey.   [2012-04-19].
75°30′S 163°0′E / 75.500°S 163.000°E